# Hocking Valley Railway
Le Hocking Valley Railway (sigle de l'Association of American Railroads (AAR): HV) était un  chemin de fer américain de classe I qui fut créé dans l'Ohio en 1899. Sa ligne principale reliait Toledo à Athens et Pomeroy via Columbus. Son réseau comportait plusieurs embranchements vers les mines de charbon de la Hocking Valley près d'Athens. En 1910 il tomba sous le contrôle du Chesapeake and Ohio Railway qui finit par le fusionner en 1930. La ligne Toledo – Columbus, rebaptisée Columbus Subdivision par CSX Transportation, continue de voir passer des trains. Des portions de la ligne principale au sud de Columbus sont exploitées par l'Indiana and Ohio Railway et le Hocking Valley Scenic Railway.

## Les prédécesseurs
Le plus ancien prédécesseur du Hocking Valley Railway fut le Mineral Railroad. Cette compagnie, créée en avril 1864, devait construire une ligne entre Athens, située dans la riche vallée de la Hocking, et Columbus. Lorsque les travaux débutèrent à Columbus en juin 1867, la compagnie changea son nom en Columbus and Hocking Valley Railroad. La ligne commença à fonctionner entre Columbus et Lancaster le 20 janvier 1869, suivi par Logan le 28 août, Nelsonville le 17 septembre, et Athens le 25 juillet 1870. Le premier embranchement de Logan à New Straitville à l'est, fut  achevé en janvier 1871. Le premier raccourci longeant le Monday Creek entre Nelsonville et l'embranchement de Straitville fut terminé en 1880. Plusieurs autres embranchements relièrent de nouvelles mines dans la région de Logan-Nelsonville, comme le Snow Fork (créé initialement sous le nom de Snow Fork Valley Railroad en juillet 1875 pour relier Orbiston en 1877, Murray City en 1882, et Coalgate en 1893), ou comme le Brush Fork (reliant New Pittsburgh en 1877-1878,.
Le Columbus and Toledo Railroad fut créé en mai 1872 pour relier Columbus à Toledo via Delaware, Marion, Upper Sandusky et Fostoria. La construction, retardée par la panique financière de 1873, ne débuta qu'en août 1875. La ligne fut ouverte entre Columbus et Marion le 1er novembre 1876, et le reste de la route vers Walbridge, au sud de Toledo, le 11 janvier 1877. Un droit de passage fut acquis sur le Toledo & Woodville Railroad (une filiale du Pennsylvania Railroad) pour permettre l'accès à Toledo ainsi qu'à un quai sur la Maumee River, autorisant le déchargement du charbon et du minerai de fer en provenance de la Hocking Valley,.
La dernière partie du réseau fut confiée au Gallipolis McArthur & Columbus Railroad, qui fut créé en mars 1870 pour relier Gallipolis sur l'Ohio River à Logan. Entre Hamden et Logan, il put acquérir le tracé déjà ballasté par le Scioto & Hocking Valley Railroad au cours des années 1850, mais qui ne put être achevé à cause de la panique financière de 1873. Le Columbus & Gallipolis Railway, créé en juillet 1876, tenta de prolonger la ligne vers Columbus, mais échoua faute de fonds. L'Ohio & West Virginia Railway fut créé en mai 1878 pour reprendre la construction. Il décida de s'associer au Columbus & Hocking Valley pour relancer les travaux en juillet 1879. L'exploitation de la totalité de la ligne commença le 15 octobre 1880. Un embranchement destiné à relier Gallipolis à Pomeroy en longeant la rivière Ohio fut achevé en janvier 1881,.
Les 3 compagnies fusionnèrent en août 1881 pour former le Columbus Hocking Valley & Toledo Railway, dont le réseau s'étirait à travers tout l'Ohio pour relier Toledo à Pomeroy. Une petite extension près de Toledo fut construite en 1890, pour relier le Lake Shore and Michigan Southern Railway (une filiale du NYC) à la Rockwell Junction.  Mais la nouvelle compagnie fut placée en redressement judiciaire en février 1897.

## Le Hocking Valley Railway
Le Columbus Hocking Valley & Toledo Railway fut réorganisé en février 1899 sous le nom de  Hocking Valley Railway. Il fut placé sous le contrôle d'un syndicat (groupement bancaire) en décembre 1902. Ses actions furent distribuées aux compagnies suivantes en 1903:
- le Pittsburgh, Cincinnati, Chicago and St. Louis Railway (filiale du Pennsylvania Railroad): 1/3 des parts ;
- le Baltimore and Ohio Railroad: 1/6 des parts ;
- le Chesapeake and Ohio Railway: 1/6 des parts ;
- le Lake Shore and Michigan Southern Railway (filiale du New York Central Railroad)  : 1/6 des parts ;
- l'Erie Railroad: 1/6.

Le C&O prit le contrôle de la compagnie en mars 1910, et utilisa au début le Kanawha & Michigan Railway pour assurer la connexion depuis Charleston. Mais en 1917, il ouvrit la première portion de sa Northern Subdivision, laquelle reliait Limeville (Kentucky), située sur sa ligne principale, à Columbus grâce à des droits de passage sur le Norfolk & Western Railway. Puis en 1927, une ligne indépendante menant à Columbus fut achevée. Enfin, lorsque le C&O prit le contrôle du Pere Marquette Railway en 1929, le Hocking Valley servit de connexion pour le relier au reste du réseau. Pour finir, le C&O fusionna le Hocking Valley en avril 1930.

## Le réseau de nos jours
La ligne entre Toledo et Columbus, appelée Columbus Subdivision, est toujours utilisée par les trains du CSX Transportation. 
Des portions de lignes au sud de Columbus sont maintenant exploitée par l'Indiana & Ohio Railway, et le Hocking Valley Scenic Railway.